# Brewers de Milwaukee
 (mai 2018).
Pour les articles homonymes, voir Brewer.
 Saison 2025 des Brewers de Milwaukee
Les Brewers de Milwaukee (Milwaukee Brewers en anglais, « les brasseurs de Milwaukee ») sont une franchise de baseball de la Ligue majeure de baseball située à Milwaukee, Wisconsin. Ils évoluent dans la division Centrale de la Ligue nationale. Toutefois, le club a joué dans la Ligue américaine de 1969 à 1997.

## Palmarès
- Champion de Série mondiale (World Series) : Aucun titre jusqu'à présent.
- Champion de la ligue nationale : Aucun titre jusqu'à présent.
- Champion de la ligue américaine : 1982.
- Titres de division (4) : 1981, 1982, 2011, 2018.
- Meilleur deuxième : 2008, 2019

## Histoire

### Pilots de Seattle
L'équipe commence ses activités sous le nom de Seattle Pilots en 1969. La saison inaugurale est mauvaise sur le plan sportif avec seulement 64 victoires pour 98 défaites, et catastrophique sur le plan financier avec de maigres affluences : 677 944 spectateurs sont comptabilisés, soit 8268 spectateurs de moyenne. Les caisses sont vides. La franchise évolue dans le vétuste Sick Stadium, qui n'est pas conçu pour accueillir plus de 10000 spectateurs. De plus, le projet de construction d'un stade moderne est bloqué par des riverains.
La franchise est relocalisée à Milwaukee dès 1970. C'est la conséquence de son rachat le 1er avril 1970, six jours avant la reprise, par un groupe d'hommes d'affaires mené par Bud Selig. À cette date, la franchise amorçait son camp d'entraînement à Seattle. Elle déménage à Milwaukee, adoptant le nom de Brewers, en l'honneur de la grande tradition de brassage de bière de la ville.

### Brewers de Milwaukee
Faute de temps, l'intendance a du mal à suivre le mouvement. En ce qui concerne les tenues des joueurs, Selig souhaitait adopter des couleurs marine et rouges, mais on dut reprendre les uniformes des Pilots, en recouvrant simplement le logo des Pilots par celui des Brewers.
Les résultats restent décevants jusqu'en 1978, première saison où la franchise compte plus de victoires que de défaites (93-69) lui assurant la troisième place de la Division Est de la Ligue américaine. Dans la foulée, les Brewers signent cinq belles saisons leur permettant de remporter deux titres de division et un titre de la Ligue américaine. Lors des Séries mondiales 1982, Milwaukee s'incline 4-3 contre les Cardinals de Saint-Louis. Parmi les joueurs à la base de cette belle période, citons Paul Molitor (1978-1992), Robin Yount (1974-1993) et Rollie Fingers (1981-1985).
La franchise est déplacée de la Ligue américaine à la Ligue nationale en 1998, lors d'une opération du baseball majeur qui visait à mettre le même nombre d'équipes dans les deux ligues, pour plus d'équité. Cependant, à la suite d'un conflit à propos des matchs inter-ligue qui devaient avoir lieu cette saison, les dirigeants du baseball majeur ont finalement opté pour une Ligue nationale à 16 équipes, et une Ligue américaine à 14 équipes, garantissant ainsi plus de parties interligues durant la saison.

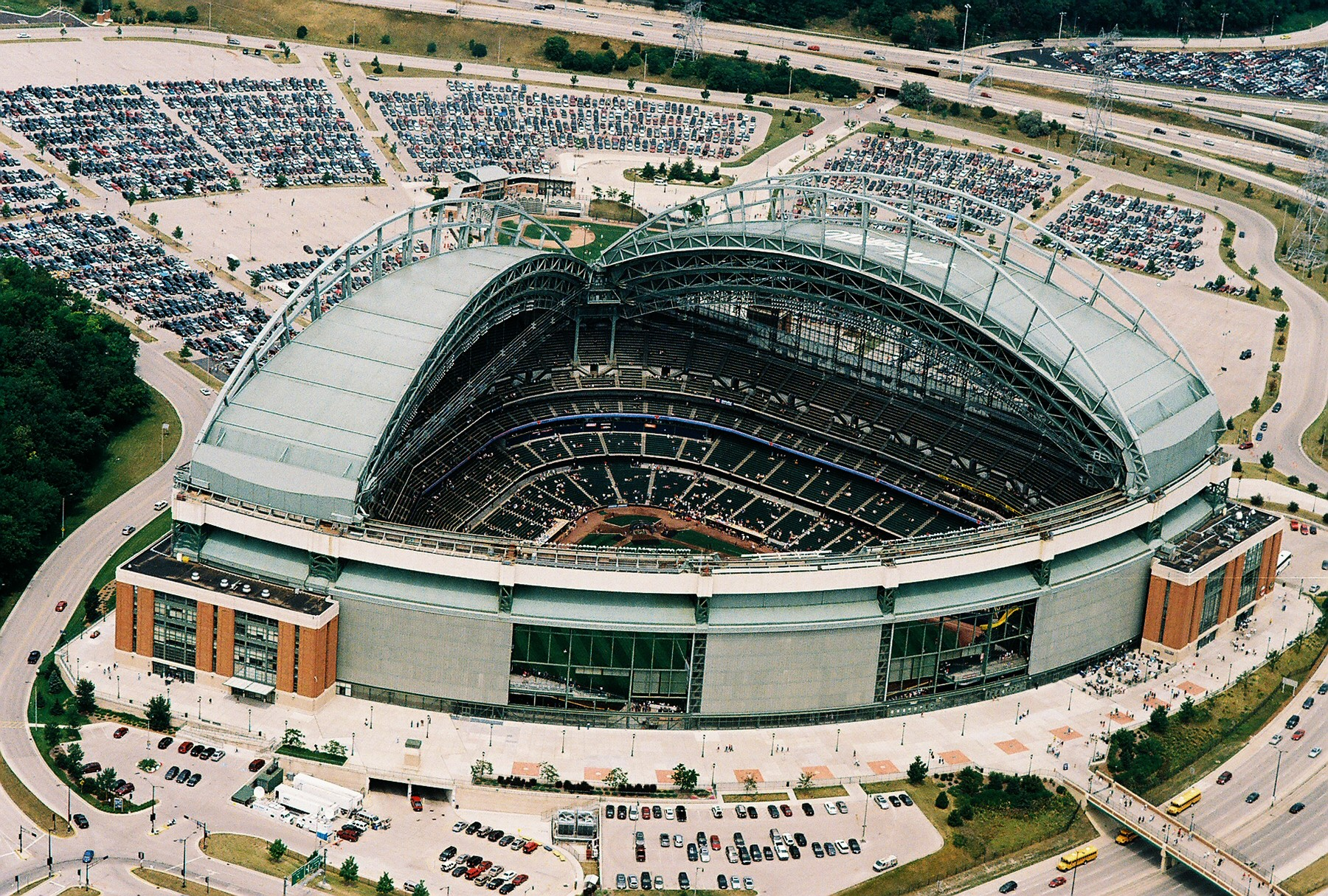
Miller Park

Depuis avril 2001, les Brewers évoluent au Miller Park, enceinte de 42 200 places dotée d'un toit amovible qui peut s'ouvrir ou se fermer en dix minutes. Avant cette date, et depuis 1970, le Milwaukee County Stadium (53 192 places) était utilisé.
La famille Selig possède l'équipe depuis son déménagement à Milwaukee, ce qui fait des Brewers la franchise ayant le management le plus stable de tout le baseball majeur. Wendy Selig-Prieb, la fille de Bud, est maintenant la propriétaire et actionnaire principale de la franchise. Toutefois, le 16 janvier 2004, les Selig annoncent que la franchise est à vendre. En septembre 2004, un accord est trouvé avec le banquier de Los Angeles Mark Attanasio. Le montant de la transaction est de 180 millions de dollars américains.
Après la participation aux séries en 1982, les Brewers ne parviennent plus à se qualifier en play-offs, d'accrocher, au mieux, la deuxième place de leur division en 1992 et 2007. Lors de la saison 2007, Milwaukee échoue à deux victoires de retard sur les Chicago Cubs avec 83 victoires pour 79 défaites.
Avec le renfort en fin de saison du lanceur partant C.C. Sabathia, les Brewers parviennent à retrouver les séries éliminatoires en 2008 via la position de meilleur deuxième. L'expérience s'arrête dès les Séries de divisions face aux futurs champions, les Phillies de Philadelphie.

## Trophées et honneurs individuels

### Brewers auHall of Fame
- Robin Yount, SS-OF 1973-93
- Henry Aaron, OF-DH 1975-76
- Paul Molitor, 3B-DH 1978-92
- Rollie Fingers, P 1981-85
- Don Sutton, P 1982-84

### Numéros retirés
- 4. Paul Molitor, DH 1978-92
- 19. Robin Yount, SS-OF 1973-93
- 34. Rollie Fingers, P 1981-85
- 42. Jackie Robinson, retiré par la MLB
- 44. Hank Aaron, OF 1975-76

### Autres trophées et honneurs
| - MVP de la saison (depuis 1911) : - Rollie Fingers (1981) - Robin Yount (1982 et 1989) - Christian Yelich (2018) - Trophée Cy Young (depuis 1956) : - Rollie Fingers (1981) - Pete Vuckovich (1982) - Prix Hank Aaron (depuis 1999) : - Prince Fielder (2007) - Christian Yelich (2018) |  | - Prix Roberto Clemente (depuis 1971) : - Cecil Cooper (1983) - Recrue de l'année (depuis 1947) : - Pat Listach (1992) - Ryan Braun (2007) - Devin Williams (2020) - Prix Trevor Hoffman (depuis 2014) : - Josh Hader (2018 et 2019) - Devin Williams (2020) |

## Affiliations enligues mineures
| Niveau | Franchise                    | Ligue                   | Ville         | État                   | Affilié depuis |
| ------ | ---------------------------- | ----------------------- | ------------- | ---------------------- | -------------- |
| AAA    | Sounds de Nashville          | Ligue internationale    | Nashville     | Tennessee              | 2021           |
| AA     | Shuckers de Biloxi           | Southern League         | Biloxi        | Mississippi            | 2015           |
| A+     | Timber Rattlers du Wisconsin | Midwest League          | Grand Chute   | Wisconsin              | 2009           |
| A-     | Mudcats de la Caroline       | Carolina League         | Zebulon       | Caroline du Nord       | 2017           |
| Rookie | ACL Brewers                  | Arizona Complex League  |               | Arizona                | 1988           |
| Rookie | DSL Brewers 1                | Dominican Summer League | Ramón Santana | République dominicaine | 1989           |
| Rookie | DSL Brewers 2                | Dominican Summer League | Ramón Santana | République dominicaine | 1989           |